# Secretari general d'Espanya
Un secretari general d'Espanya és un òrgan directiu amb categoria de subsecretari que forma part de l'estructura dels ministeris. Té atribucions sectorials que es limiten a la coordinació i direcció de competències específiques del departament ministerial que no haja justificat la creació d'una secretaria d'estat.
Són nomenats per Reial Decret del Consell de Ministres, a proposta del ministre, amb els mateixos requeriments per a ser subsecretari i en el Reial Decret de l'organització interna del ministeri es determinen les competències que li corresponguen.
La figura del secretari general fou creada per la llei 10/1983, d'Organització de l'Administració de l'Estat, que més tard fou derogada.